# Кубок Норвегии по волейболу среди женщин
Кубок Норвегии по волейболу среди женщин — ежегодное соревнование женских волейбольных команд Норвегии. Проводится с 1967 года.

## Формула соревнований
Соревнования проходят по системе плей-офф («осень-весна»). Победители полуфинальных матчей в финале определяют обладателя Кубка. В финале розыгрыша 2024/25 «ТИФ-Берген» победил «Колл» 3:2. 

## Победители
| - 1967 «Саннес» - 1968 «Саннес» - 1969 «Саннес» - 1970 «Квиннелиге Студентерс» Кристиансанн - 1971 «Квиннелиге Студентерс» Кристиансанн - 1972 «Квиннелиге Студентерс» Кристиансанн - 1973 НИХИ Осло - 1974 НИХИ Осло - 1975 НИХИ Осло - 1976 «Олесунн» - 1977 «Квиннелиге Студентерс» Кристиансанн - 1978 «Квиннелиге Студентерс» Кристиансанн - 1979 «Берген СИ» - 1980 «Берген СИ» - 1981 «Берген СИ» - 1982 «Осло» - 1983 «Сортланн» - 1984 «Бергкамератене» Конгсберг - 1985 «Песя Вейкот» Йювяскюля - 1986 «Бергкамератене» Конгсберг - 1987 «Берген СИ» - 1988 «Бергкамератене» Конгсберг - 1989 «Песя Вейкот» Йювяскюля - 1990 «Саннес» - 1991 «Берген СИ» - 1992 «Харстад» - 1993 «Харстад» - 1994 «Колл» Осло - 1995 «Фюллинген» Фюллингсдален - 1996 «Колл» Осло | - 1997 «Колл» Осло - 1998 «Клепп» - 1999 «Клепп» - 2000 «Колл» Осло - 2001 «Колл» Осло - 2002 «Колл» Осло - 2003 «Колл» Осло - 2004 «Колл» Осло - 2005 «Колл» Осло - 2006 «Колл» Осло - 2007 «Колл» Осло - 2008 «Колл» Осло - 2009 «Колл» Осло - 2010 «Колл» Осло - 2011 УиС Ставангер - 2012 «Осло Воллей» - 2013 «Осло Воллей» - 2014 «Стод Воллей» Стейнхьер - 2015 «Осло Воллей» - 2016 «Рандаберг» - 2017 «Осло Воллей» - 2018 «Фёрде» - 2019 «Фёрде» - 2020 «Рандаберг» - 2021 «Тромсё» - 2022 «Колл» Осло - 2023 «Колл» Осло - 2024 «Колл» Осло - 2025 «ТИФ-Викинг» Берген |